# Сали Ибрахим
Сали Ибрахим (Снежана Иванова) е българска поетеса и обществена деятелка от ромски произход, от рода на ерлиите.

## Биография
Родена е на 23 май 1950 г.
Била е главен специалист в отдел „Културни събития и програми“ на Столичната община и депутат в Световния ромски парламент. Член е на Сдружението на българските писатели. Превеждана на испански, полски и сръбски. Основател на Народно читалище „Елит – Център за ромска култура – 2002“.
Авторка е на текста на ромския химн „Василица“, изпят от Софи Маринова.
През 2018 г. внучката ѝ, носеща нейното име, играе Салия във филма „Извън пътя“.
Умира на 6 януари 2022 г.